# 알메이다 가헤트
알메이다 가헤트(João Baptista da Silva Leitão de Almeida Garrett, 1799-1854)는 포르투갈의 소설가·시인·극작가·정치인이다. 포르투에서 태어난 아일랜드계 사람으로 어린 시절에는 한동안 아조레스 제도의 테르세이라섬에서 보냈다. 입헌 자유주의자였던 그는 1823년과 1828년 페드로 4세와 동 미겔 친왕(親王)과의 정쟁(政爭)에 의한 내란 때문에 두 차례에 걸쳐 영국으로 망명했다. 이 망명에 의해서 이후 포르투갈에 낭만주의를 도입하게 되는데 내란은 동 미겔의 전제파의 패배로 끝났으나 조국에 돌아와서는 정계와 문단에서 활약했다. 대표적 작품으로는 시에 있어서 포르투갈 낭만주의의 최초의 작품인 <카몽이스>(1825), 희곡으로는 근대 포르투갈 극의 백미(白眉)인 비극 <수도사 루이스 데 소자>(1843)가 새로운 국민극을 형성했다. 소설에 있어서는 역사 소설 <산타나의 공문(珙門)>(1845), 기행 문학 <나의 향토여행>(1846) 등인데 가헤트는 카밀루, 에르쿨라누와 함께 낭만주의 문학의 3대 작가이다.

## 참고 문헌
- 이 문서에는 다음커뮤니케이션(현 카카오)에서 GFDL 또는 CC-SA 라이선스로 배포한 글로벌 세계대백과사전의 내용을 기초로 작성된 글이 포함되어 있습니다.